# Anguimorpha
Anguimorpha је инфраред гуштера, који укључује неколико фамилија. Инфраред је дефинисан од стране Фирбрингера 1900. године тако да обухвати све аутархоглосне групе ближе варанима и слепићима него скинкима. Ови гуштери заједно са игуанaма и змијама формирају предложену „кладу отровница“, Toxicofera, која би обухватала све савремене отровне гмизавце. 

## Класификација
- клада Neoanguimorpha
  - фамилија Anguidae
  - фамилија Anniellidae
  - фамилија Diploglossidae
  - фамилија Helodermatidae
  - фамилија Xenosauridae
- клада Paleoanguimorpha
  - фамилија Lanthanotidae
  - фамилија Shinisauridae
  - фамилија Varanidae